# Resolució 183 del Consell de Seguretat de les Nacions Unides
La Resolució 183 del Consell de Seguretat de les Nacions Unides, aprovada el 11 desembre 1963 després que el Secretari General va establir una reunió fallida reunió entre els representants de Portugal i els dels Estats d'Àfrica, el Consell novament deplora el fracàs de Portugal per alliberar les seves colònies, tot i que van dir que prendrien nota de l'amnistia concedida per Portugal a tots els presos polítics com a signe de bona fe.
La resolució va ser aprovada amb 10 vots a favor i una abstenció de França.